# Boophis reticulatus
Boophis reticulatus is een kikker uit de familie gouden kikkers (Mantellidae). De soort werd voor het eerst wetenschappelijk beschreven door Rose Marie Antoinette Blommers-Schlösser in 1979. De soort behoort tot het geslacht Boophis.

## Leefgebied
De kikker is endemisch in Madagaskar. De soort komt voor aan de oostkust van het eiland en leeft op een hoogte van 800 tot 1650 meter boven zeeniveau.

## Zie ook

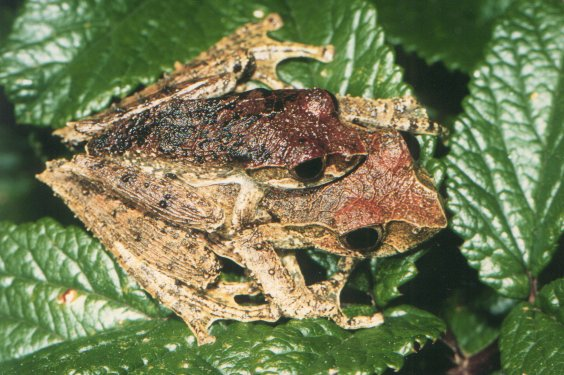
Boophis reticulatus, amplexus